# Flagge von Ibiza

Flagge von Ibiza, bestätigt am 14. Juli 2008

Die Flagge von Ibiza ist das offizielle Symbol des Inselrats von Ibiza, also der legislativen Versammlung der Insel. In seiner Sitzung vom 14. Juli 2008 beschloss das Plenum des Inselrats, dass die Flagge, welche am 1. Dezember 1983 von seinem Vorgängergremium, dem gemeinsamen Inselrat von Ibiza und Formentera, festgelegt wurde, für Ibiza beibehalten werden soll. Die Flagge besteht aus vier roten Balken auf goldenem Grund wie in der königlichen Flagge von Aragón und einem goldenen Kastell mit sieben Türmen und blauen Fensteröffnungen über blau-weiß-blauen Wellenbalken in jeder Ecke.

## Geschichte der Flagge
Die Flagge, welche am 1. Dezember 1983 für den Inselrat von Ibiza und Formentera festgelegt wurde, enthält die vier roten Pfähle Aragóns auf goldenem Grund. Diese, Senyera Reial genannte, Flagge geht auf das Siegel Raimund Berengars IV., Graf von Barcelona, zurück, der 1150 Petronella von Aragón heiratete. Ob die Wurzeln der vier Pfähle in der Grafschaft Barcelona oder im Königreich Aragón zu suchen sind, ist bisher ungeklärt.
Die vier Kastelle erinnern an die Vierteilung der Insel in Quartons. Diese entstand nach der katalanischen Eroberung der Insel von den Mauren im Jahr 1235 unter dem Erzbischof von Tarragona Guillem de Montgrí (1233–1239). Er erhielt als Belohnung von König Jakob I. von Aragón zwei der vier Quartons der Insel, da er die Hälfte der Truppen für die Befreiung gestellt hatte. Die beiden anderen Quartons gingen an Prinz Peter von Portugal und an Nunó Sanç, Graf von Cerdanya und des Roussillon, die jeweils ein Viertel der Soldaten gestellt hatten. Dies wurde im Memoriale divisionis schriftlich festgehalten. Die vier Quartons trugen ihre Bezeichnung bis ins 18. Jahrhundert: Quartó de Balansat, Quartó de Portmany, Quartó de Santa Eulària und Quartó de Ses Salines. Dies folgte der Aufteilung während der arabischen Besetzung der Insel (711–1235), als die Quartons Benissàmit, Potumany, Xarc und Algarb hießen.